# Museum Alfercam
Het Museum Alfercam (Spaans: Museo Alfercam) is een museum in Avilés in de regio Asturië in Spanje. Het is gewijd aan muziek en auto's.
Het museum is genoemd naar de twee eigenaren ervan, Alfredo en Fernando Campelo. Het werd geopend op 15 december 2006 en was vanaf het begin vijf dagen per week geopend. Twee jaar later, op 19 november 2008, was het museum tijdelijk gesloten omdat het verlieslatend was. Later werd het toch voortgezet.
Het heeft een oppervlakte van 1000 m² en toont een collectie van vierhonderd volksmuziek-instrumenten en dertig oldtimers.